# Свет Невечерний

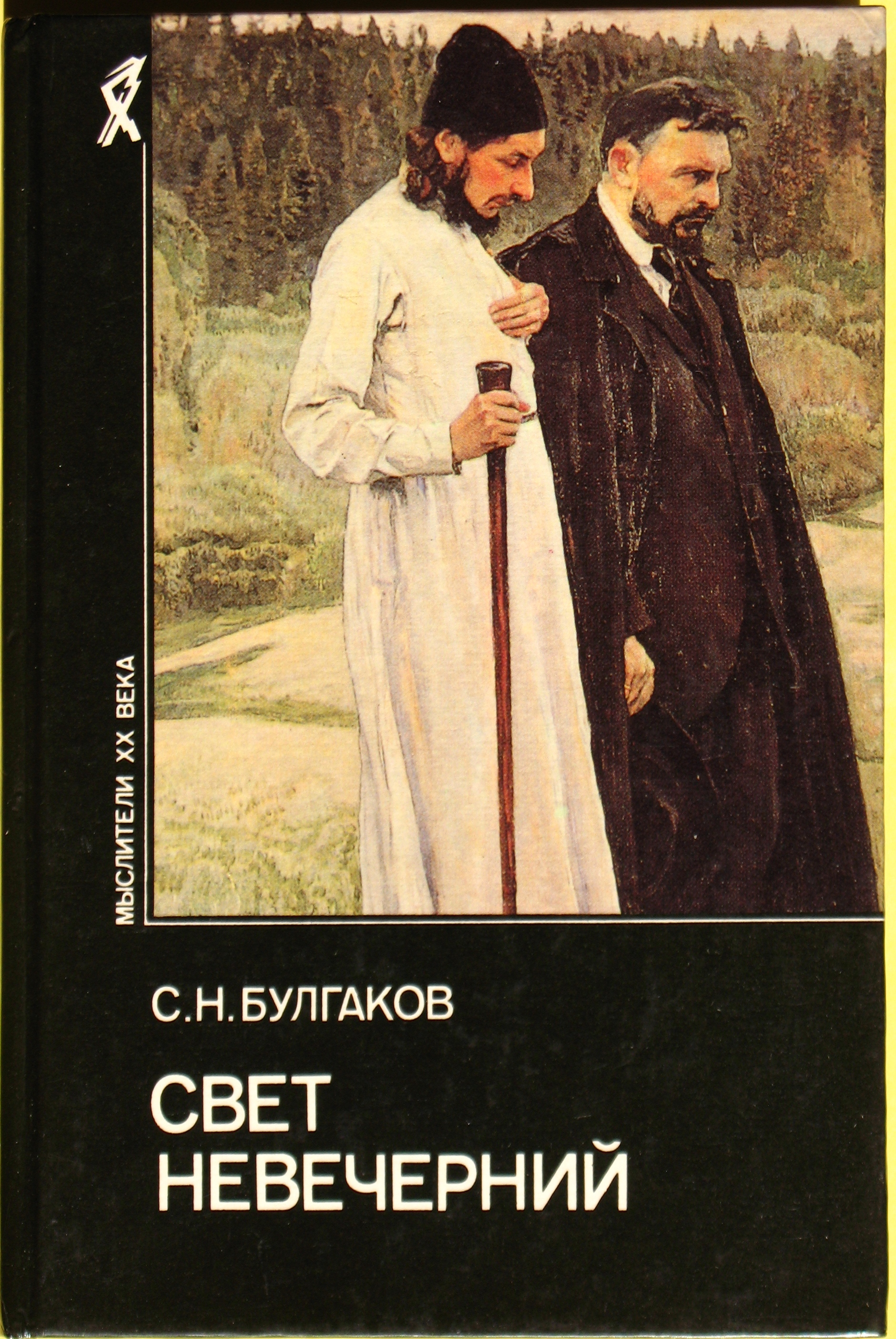
Обложка книги

Свет Невечерний. Созерцания и умозрения — философская работа русского мыслителя Сергея Булгакова, опубликованная впервые в 1917 году. Произведение состоит из трёх разделов: Божественное Ничто, Мир и Человек.

## Содержание
Булгаков начинает с рассмотрения феномена религии, которую этимологически определяет как «связь человека с тем, что выше человека». В основе религии лежит «религиозный опыт» («встреча с Божеством»), воплощенный затем в религиозных текстах. Поэтому он утверждает тщетность всех попыток доказательства бытия Бога. Следствием религиозного опыта является осознание греховности мира («мировая скорбь») и попытка бегства из него. Булгаков критикует попытки свести религиозный опыт к галлюцинациям, самообману, шарлатанству и литературным приемам. Такой подход позволяет широко трактовать понятие религии, включая в него «атеистические религии» и «религиозные суррогаты». Бога Булгаков предлагает понимать как «трансценденцию», а всякое его пересечение с миром (имманентным) должно восприниматься как чудо и благодать.
Пересечение трансцендентного и имманентного по воле человека составляет существо молитвы. Веру Булгаков определяет как «антиципацию знания», которая передается через своеобразное «заражение» от одного человека к другому. «Вера имеет свои степени и возрасты, свои приливы и отливы». Булгаков решительно противопоставляет религию оккультизму, полагая, что последний лишь расширяет имманентный опыт, не обеспечивая прорыва к трансцендентному. Также он отвергает тождество Откровения и знания. Вместе с тем пересечение («кафоличность») религиозного опыта является условием существования догмата как формулы религиозного суждения. В древние времена аналогом догмата являлся миф, в котором Булгаков усматривает не фантазию, а форму Откровения. Рассматривая вопрос о соотношении религии и философии, автор замечает, что философия все проблематизирует, поэтому её уделом является не истина, а истинность. Однако возможны «философствующие богословы» вроде Платона, в основе интуиций которых лежит Откровение. Поэтому возможна и христианская философия, отличная от апологетики. В своей теологии Булгаков отталкивается от «апофатического богословия» и отмечает, что как Бог в своей трансцендентности представляет Ничто для мира, так и сам мир в своем существе сотворен из Ничто. Анализируя греческую философию, Булгаков различает два вида небытия: меон («материя-матерь») и укон («тьма кромешная»).
Позитивным существом Бога является Любовь, которая субстанциально выражена в «четвертой ипостаси» Софии — Идее Бога, «Вечной Женственности». В Библии она раскрыта как нетварная «начало», «невеста Сына» и «жена Агнца», Платону она была известна под именем «Небесной Афродиты», а язычникам — под именами Великой Матери, Деметры, Изиды, Кибелы и Иштар. В целом Булгаков признает, что до христианства и «ветхозаветной церкви» в мире присутствовала не только демонолатрия, но и «благочестивое язычество». Лучше всего София воспринимается через искусство, поскольку красота и есть присутствие Софии в мире.
Булгаков проявляет интерес к телесности и утверждает, что софийная красота — это телесная явленность идеи. «Лжедуховное презрение к телу» — это неоплатоническая ересь в христианстве. Тело для христиан всегда Храм, но не зло. Аскетизм борется не с плотью, но за лучшую «святую телесность». Рассуждая о человеке, Булгаков отмечает, что в нем присутствует элемент «творческой эманации» Божества, так как Бог вдунул в Адама своего Духа. Поэтому человек содержит в себе тварную и нетварную природу. Триединство человеческой души состоит из воли, ума и чувства, целями которых являются Добро, Истина и Красота. Обращаясь к вопросам сексуальности, Булгаков замечает, что заповедь «плодитесь и размножайтесь» была дана до грехопадения. До грехопадения Адам жил как «белый маг», а после его деятельность распалась на искусство (стремление к горнему) и хозяйство (серая магия выживания). 
В данной работе, продолжая идеи "Философии хозяйства" Булгаков окончательно формирует свое уникальное учение о метафизике и онтологии двух властей.

## Текст
- Булгаков С. Н. Свет невечерний: Созерцания и умозрения. — М.: Республика, 1994. — 415 с. — (Мыслители XX века). ISBN 5—250—02140—9
- Текст трактата на ресурсе vehi.net
- Текст трактата на ресурсе odinblago.ru
- Текст трактата на ресурсе predanie.ru